# کتان پری
کتان پری (نام علمی: Linum catharticum) نام یک گونه از تیره کتانیان است.